# Rise Pastorat
Rise Pastorat er beliggende på Ærø og er en del af Ærø Provsti, Fyens Stift, Ærø Kommune og Region Syddanmark.
Pastoratet er hjemmehørende Rise Sogn. Indtil 1766 var Marstal Sogn annex til Rise.
Pastoratets kirke er Rise Kirke.
Præstegården er opført i 1843, senest restaureret i 1981, med 10 værelser og opvarmes med olie og brænde. I forbindelse med præstegården er der en have på 1 ha. Til præstegården hører et jordtilliggende på 4 ha. Der er konfirmandlokale i præstegården.
Til embedet hører De gamles Hjem, sygehus og plejehjem i Ærøskøbing.

## Sognepræster og kirkebogsførere
- 1961-1980 Kr I Jørgensen
- 1981-1995 B Skov-Nielsen
- 1995-1997 Hans J K D Østergaard
- 1997- Janet Cecilie Apel

## Ekstern henvisning og kilde
- Rise Pastorat Arkiveret 9. marts 2016 hos  Wayback Machine

|  | Denne artikel kan blive bedre, hvis der indsættes geografiske koordinater Denne artikel omhandler et emne, som har en geografisk lokation. Du kan hjælpe ved at indsætte koordinater i wikidata. |